# Ochyrocera bicolor
Ochyrocera bicolor là một loài nhện trong họ Ochyroceratidae. Loài này phân bố ở Venezuela.